# Chorupnik
Chorupnik – wieś w Polsce położona w województwie lubelskim, w powiecie krasnostawskim, w gminie Gorzków. Przez miejscowość przepływa rzeka Żółkiewka, dopływ Wieprza.
| SIMC    | Nazwa             | Rodzaj  |
| ------- | ----------------- | ------- |
| 0888296 | Chorupnik-Kolonia | kolonia |

W latach 1975–1998 miejscowość administracyjnie należała do województwa zamojskiego.
W obrębie wsi przed Gorzkowem znajduje się cmentarz żydowski, w kierunku miejscowości Suszeń znajduje się cmentarz tatarski.
Wieś stanowi sołectwo gminy Gorzków. Według Narodowego Spisu Powszechnego (III 2011 r.) wieś liczyła 390 mieszkańców.
Wierni Kościoła rzymskokatolickiego należą do parafii św. Stanisława Biskupa i Męczennika w Gorzkowie.